# Wojny apostazji
Wojny apostazji (arab. ‏حُرُوب ٱلرِّدَّة‎, trb. ḥurūb ar-ridda) – seria konfliktów na Półwyspie Arabskim w pierwszych latach po śmierci Mahometa w 632 roku. 
Wiele plemion arabskich uznawało, że ich kontrakty zbiorowej konwersji na islam wiążą je jedynie w stosunku osobistym wobec samego Mahometa, a nie jego następców, więc wraz z jego śmiercią wymówili posłuszeństwo pierwszemu kalifowi, Abu Bakrowi.
Zerwanie kontraktów prowadziło często do powrotu do wierzeń pogańskich z okresu dżahilijji, co przez muzułmanów zostało odebrane jako apostazja (ridda); czy też do podążania za innymi prorokami, takimi jak np. Musajlima.
Abu Bakr, aby utrzymać jedność nowopowstałego państwa, przeprowadził kampanie wojskowe przeciwko rebeliantom, zakończone sukcesem w 634 r. i konsolidacją władzy kalifatu nad wszystkimi plemionami arabskimi.